# Stolp z uro, Casablanca
Stolp z uro v Casablanci (arabsko برج الساعة بالدار البيضاء, francosko Tour de l'horloge de Casablanca) je stolp z uro v Casablanci v Maroku. Stolp, ki stoji na Trgu Združenih narodov, je reprodukcija ene najstarejših francosko zgrajenih struktur v mestu iz leta 1993. Prvotni stolp je leta 1909 zgradil francoski poveljnik Charles Martial Joseph Dessigny, oblikoval pa ga je Le Capitaine du Génie Bouillot kot identično kopijo stolpa, ki ga je zgradil v Aïn Séfri, ko je bil tam prej nameščen.
Porušen je bil maja 1948. Sedanji stolp je skoraj enaka kopija, ki je bila v bližini obnovljena leta 1993.

## Zgodovina
Poveljnik francoske vojske Charles Martial Joseph Dessigny, takrat vodja francoskega oddelka za javne objekte v nedavno bombardirani in okupirani Casablanci, je ukazal gradnjo stolpa. Dokončana je bila med letoma 1908-1910, pred pogodbo iz Fesa leta 1912, ki je uradno vzpostavila francoski protektorat. Ta izvirni stolp je bil ena prvih stvari, ki so jih zgradili francoski kolonisti v Casablanci in Maroku. Dosegel je višino 20 metrov, tako kot drugi, zgrajen pod Dessignyjevim poveljstvom v Aïn Séfri v alžirskem gorovju Atlas, ko je bil tam nameščen.
Stolp z uro je imel velik simbolni pomen, saj je bil simbol francoske moči in nastajanja novega reda.
Prvotni stolp z uro v Casablanci, ki je bil domnevno porušen leta 1948 zaradi strukturne krhkosti, se je soočil s svojo usodo ne le zaradi svojega stanja, ampak tudi zato, ker je oviral rastoči promet na trgu Place de France. Ponovno je bil rojen leta 1993, postavljen 45 metrov stran in zasukan za 45 stopinj v nasprotni smeri urinega kazalca od svoje prvotne lokacije - detajl, ki odmeva z njegovo preteklostjo, natanko 45 let po rušenju, in dodaja plast zgodovinskih spletk njegovi rekonstrukciji.

## Opis
Stolp posnema obliko minareta in tako kot večina maroških minaretov je stolp kvadratne osnove. Ima 4 okrogle mehanske številčnice ure, eno na vsaki strani stolpa. Številke na teh številčnicah ure so z rimskimi številkami.